# Strikte zwakke orde
Een strikte zwakke orde is in de ordetheorie, een onderdeel van de wiskunde, een strikte partiële orde {\displaystyle <} waarvoor de relatie “noch {\displaystyle x<y}, noch {\displaystyle y<x}”, d.w.z. {\displaystyle x} en {\displaystyle y} zijn onvergelijkbaar, transitief is. Dus als {\displaystyle x} en {\displaystyle y} onvergelijkbaar zijn, en ook {\displaystyle y} en {\displaystyle z} dat zijn, dan zijn ook {\displaystyle x} en {\displaystyle z} onvergelijkbaar. Deze voorwaarde wordt wel transitiviteit van onvergelijkbaarheid genoemd. 
Een alternatieve, equivalente, manier om deze voorwaarde te formuleren is:
Voor alle {\displaystyle x,y,z\in X} geldt: als {\displaystyle x<y}, dan is {\displaystyle x<z} of {\displaystyle z<y} (of beide).
Het complement van een strikte zwakke orde is een totale preorde en omgekeerd.